# 11-й авиационный корпус (люфтваффе)
11-й авиационный корпус (нем. XI. Fliegerkorps) — воинское соединение люфтваффе в годы Второй мировой войны.

## История корпуса
Штаб корпус сформирован 19 декабря 1940 года. 1 января 1941 года был развёрнут в Берлин-Темпельхофе в качестве резервного. Также корпус выполнял функции по подготовке кадров для парашютистов Люфтваффе. Летом 1941 года корпус участвовал в десанте на Крит. В начале 1943 года штаб корпуса передислоцировался в Ним. 3 апреля 1944 года преобразован в 1-ю парашютную армию.

## Командование

### Командующие
- генерал авиации (генерал парашютных войск с 1 мая 1943) Курт Штудент (19 декабря 1940 — 3 апреля 1944)

### Начальники штаба
- генерал-майор Альфред Шлемм (19 декабря 1940 — 7 февраля 1942)
- подполковник (полковник с марта 1943) Хайнрих Треттнер (7 февраля 1942 — 4 октября 1943)